# Pierwszy rząd Pandelego Majki
Pierwszy rząd Pandelego Majki – rząd Albanii od 2 października 1998 do 29 października 1999.

## Skład rządu
| #  | Funkcja                                                  | Portret | Imię i nazwisko         | Kadencja            | Kadencja             | Partia polityczna | Partia polityczna                    |
| #  | Funkcja                                                  | Portret | Imię i nazwisko         | Od                  | Do                   | Partia polityczna | Partia polityczna                    |
| -- | -------------------------------------------------------- | ------- | ----------------------- | ------------------- | -------------------- | ----------------- | ------------------------------------ |
| 1  | Premier                                                  |         | Pandeli Majko (1967–)   | 2 października 1998 | 29 października 1999 |                   | Socjalistyczna Partia Albanii        |
| 2  | Wicepremier                                              |         | Ilir Meta (1969–)       | 2 października 1998 | 29 października 1999 |                   | Socjalistyczna Partia Albanii        |
| 3  | Minister finansów                                        |         | Anastas Angjeli (1956–) | 2 października 1998 | 29 października 1999 |                   | Socjalistyczna Partia Albanii        |
| 4  | Minister robót publicznych i transportu                  |         | Ingrid Shuli (1948–)    | 2 października 1998 | 29 października 1999 |                   | Socjaldemokratyczna Partia Albanii   |
| 5  | Minister rolnictwa i żywności                            |         | Lufter Xhuveli (1941–)  | 2 października 1998 | 29 października 1999 |                   | Enwironmentalistyczna Partia Agrarna |
| 6  | Minister edukacji i nauki                                |         | Ethem Ruka (1947–)      | 2 października 1998 | 29 października 1999 |                   | Socjalistyczna Partia Albanii        |
| 7  | Minister współpracy gospodarczej i handlu                |         | Ermelinda Meksi (1957–) | 2 października 1998 | 29 października 1999 |                   | Socjalistyczna Partia Albanii        |
| 8  | Minister spraw zagranicznych                             |         | Pascal Milo (1949–)     | 2 października 1998 | 29 października 1999 |                   | Socjaldemokratyczna Partia Albanii   |
| 9  | Minister porządku publicznego i spraw wewnętrznych       |         | Petro Koci (1961–)      | 2 października 1998 | 20 maja 1999         |                   | Socjalistyczna Partia Albanii        |
| 9  | Minister porządku publicznego i spraw wewnętrznych       |         | Spartak Poçi (1949–)    | 20 maja 1999        | 29 października 1999 |                   | Socjalistyczna Partia Albanii        |
| 10 | Minister obrony                                          |         | Luan Hajdaraga (1948–)  | 2 października 1998 | 29 października 1999 |                   | Socjalistyczna Partia Albanii        |
| 11 | Minister informacji                                      |         | Musa Ulqini (1959–)     | 2 października 1998 | 29 października 1999 |                   | Socjalistyczna Partia Albanii        |
| 12 | Minister sprawiedliwości                                 |         | Thimjo Kondi (1948–)    | 2 października 1998 | 4 czerwca 1999       |                   | bezpartyjny                          |
| 12 | Minister sprawiedliwości                                 |         | Ilir Panda (1958–)      | 4 czerwca 1999      | 29 października 1999 |                   | bezpartyjny                          |
| 13 | Minister zdrowia                                         |         | Leonard Solis (1962–)   | 2 października 1998 | 29 października 1999 |                   | Partia Unii na rzecz Praw Człowieka  |
| 14 | Minister pracy i spraw społecznych                       |         | Kadri Rrapi             | 2 października 1998 | 29 października 1999 |                   | Socjalistyczna Partia Albanii        |
| 15 | Minister samorządu lokalnego                             |         | Arben Demeti            | 2 października 1998 | 29 października 1999 |                   | Partia Demokratycznego Sojuszu       |
| 16 | Minister kultury, młodzieży i sportu                     |         | Edi Rama (1964–)        | 2 października 1998 | 29 października 1999 |                   | bezpartyjny                          |
| 17 | Minister gospodarki i prywatyzacji                       |         | Ylli Bufi (1948–)       | 2 października 1998 | 29 października 1999 |                   | Socjalistyczna Partia Albanii        |
| 18 | Minister ds. koordynacji rządowej                        |         | Ilir Meta (1969–)       | 2 października 1998 | 29 października 1999 |                   | Socjalistyczna Partia Albanii        |
| 19 | Minister reformy legislacyjnej i stosunków z parlamentem |         | Arben Imani (1958–)     | 2 października 1998 | 29 października 1999 |                   | Partia Demokratycznego Sojuszu       |
| 20 | Sekretarz stanu d.s. integracji europejskiej             |         | Maqo Lakrori (1948–)    | 2 października 1998 | 29 października 1999 |                   | Socjalistyczna Partia Albanii        |